# Kyneton
Kyneton (5 905 habitants) est une ville de l'État de Victoria, en Australie. Située sur la Calder Freeway, à 83 km au nord de Melbourne, elle est le centre administratif du comté de la chaîne Macedon.
La ville doit son nom à l'ancien village anglais de Kineton devenu Kington aujourd'hui.
La ville possède des sources d'eau minérale et un jardin botanique.

## Personnalité liées à la ville
- Bob Morley, acteur